# 七家灣遺址
七家灣遺址是一處位於台灣台中市七家灣溪流域的史前時代人類文化遺址，是目前台灣已發現有陶器的遺址中，最高海拔人類居住的遺址。距今4000年前，就有一批族群在七家灣溪畔，今武陵農場地區落腳，而在約於二千多年前突然銷聲匿跡。距今約一千二百年又有另一批族群在此定居，持續到距今約400年前。直到1996年，才被中研院史語所劉益昌教授再次發現，稱為七家灣遺址。
1997年5月台灣考古學者於七家灣溪畔武陵農場地區監測發現史前文化層。翌年10月起兩年，相關考古學者開始系統化抽樣發掘，並因此確認七家灣遺址的分布範圍。
七家灣遺址涵蓋兩個文化層，下層是距今約4000年–2600年前新石器時代中期到晚期繩紋紅陶的文化層，與埔里新石器時代晚期大馬璘文化較早階段的水蛙堀期以及蘭陽平原南側邊緣的丸山文化相近。上層是距今約1200年–400年前金屬器及金石並用時代晚期的文化層，蘭陽平原、立霧溪流域等地區的十三行文化普洛灣類型文化及北海岸地區的十三行文化「福隆類型」有關。出土遺物顯示台灣東、西部的先民，在數千年前即有穿越脊梁山脈遷徙。
中研院研究員劉益昌研究也指出，七家灣遺址為宜蘭與南投縣埔里地區交通之重要據點，且從出土遺物中有大量建築遺跡及農耕、漁、獵用具，顯示該處有先民長期居住，以農耕為主要的生活方式，他們會使用石鋤耕作、矢箭打獵、也會用石製網墜捕魚。
該遺址為目前台灣所發現海拔最高的新石器時代遺址，也是台灣地理位置最高的陶器聚落遺址，也是常
見的大規模石器遺址。考古意義為證實該地點為宜蘭與中部埔里地區交通的重要據點，證明史前台灣人民，具有島內陸路交換與貿易能力。

## 七家灣遺址小檔案
- 發現時間：1997年5月
- 遺址地點：台中市和平區平等里，大甲溪上游支流七家灣溪與梨園坑溝河流處北側
- 海拔：分布於海拔1698公尺的上下河階
- 面積：約兩公頃
- 下文化層年代：距今約4300年，屬新石器時代中期到晚期繩紋紅陶文化晚期
- 上文化層年代：距今約1200年，金屬器及金石並用時代晚期
- 出土文物：板岩石板棺、柱洞、堆石結構、灰坑、火塘、墓葬等現象，出土夾砂灰黑陶、橙色細砂陶、泥質陶、打製有刃石器、石斧、石鋤、石鏃、石錛、石鑿、陶偶、紡輪、有槽石棒、磨製網墜、鐵器、玉器殘件、打製圓盤、石廢料、玻璃器等
- 生活形態：農耕、漁、獵、撈捕國寶魚「櫻花鉤吻鮭」